# El Centro (partido político)
El Centro (en alemán: Die Mitte; en francés: Le Centre; en italiano: il Centro; en romanche: il Center) es un partido político de centroderecha en Suiza. Se formó mediante la fusión del Partido Demócrata Cristiano (PDC) y el Partido Burgués Democrático (PDB). Tras la fusión formal de las partes el 1 de enero de 2021, tiene 29 de 200 escaños en el Consejo Nacional y 15 de 46 escaños en el Consejo de los Estados. Martin Pfister es el representante del partido en el Consejo Federal.

## Historia
El Partido Demócrata Cristiano (CVP) fue fundado en 1912 como el Partido Católico Conservador de Suiza, convirtiéndose en el Partido Popular Social Cristiano-Conservador en 1957. En 1970, el nombre cambió a Partido Demócrata Cristiano de Suiza. Con el tiempo, la dependencia del partido de los votantes católicos y rurales resultó en un deterioro de su porcentaje de votos a nivel nacional, pero más especialmente en las áreas urbanas. En los cuatro cantones más grandes de Zúrich, Berna, Vaud y Argovia, el CVP sólo ocupaba tres de los 94 escaños del Consejo Nacional. Posteriormente cedió uno de sus dos escaños en el Consejo Federal al CVP de acuerdo con la fórmula mágica utilizada para derivar la fuerza del partido en el ejecutivo de la nación. Desde las elecciones de 1995 hasta las de 2019, la participación de votos del CVP disminuyó del 16,8% al 11,4%. Después de las elecciones de 2003, Ruth Metzler del CVP fue reemplazada por Christoph Blocher del Partido Popular Suizo en el Consejo Federal, dejando al CVP con un solo escaño en el ejecutivo del país.
El Partido Burgués Democrático (BDP) se fundó el 1 de noviembre de 2008 después de que los miembros del Unión Democrática de Centro (SVP), que apoyaron la elección de Eveline Widmer-Schlumpf sobre el líder SVP Christoph Blocher al Consejo Federal, fueron expulsados por el Consejo Nacional SVP y formó el nuevo partido. Seguía siendo un partido regional con fuerza en Berna, Glaris y Grisones, pero poco apoyo en otras partes del país.
Las partes habían discutido una alianza política similar a la de la CDU/CSU en Alemania de 2012 a 2014, pero esas negociaciones fracasaron. El presidente del BDP, Martin Landolt, discutió abiertamente una fusión después de las elecciones de 2019 cuando ambos partidos vieron caer su participación en los votos desde 2015. Los partidos acordaron una fusión en septiembre de 2020 y ambos ratificaron la fusión durante 2020. La principal oposición al cambio fue entre miembros que no querían abandonar la afiliación "cristiana" al partido. Los partidos cantonales no están obligados a adoptar el nuevo nombre si no desean hacerlo. Sin embargo, se les pedirá a las partes que tomen una decisión sobre el nombre dentro de los cinco años posteriores al cambio nacional. El partido en el cantón de Valais rechazó el cambio y votó para permanecer como CVP. El CVP de Argovia, sin embargo, avanzó antes que el partido nacional y se opuso a las elecciones de noviembre de 2020 al Gran Consejo de Argovia como "CVP - Die Mitte".

## Elecciones
En las elecciones federales suizas de 2019, el CVP obtuvo el 11,6% de los votos para el Consejo Nacional con 25 miembros, mientras que el BDP ganó el 2,4% y tenía tres miembros. Para las elecciones al Consejo de Estados, el CVP tenía 13 miembros. En conjunto, El Centro tuvo 28 miembros en el Consejo Nacional, lo que lo colocó en un empate en el cuarto lugar más grande en la cámara baja. Conservó su estatus como el partido más grande en la cámara alta.
El partido participó por primera vez bajo su nuevo nombre en las elecciones federales de 2023, obteniendo 29 escaños en el Consejo Nacional y 15 escaños en el Consejo de los Estados, manteniéndose así su mayoría simple en la cámara alta.
| Año  | Votos        | %      | Consejo Nacional | +/- | Consejo de los Estados | +/- |
| ---- | ------------ | ------ | ---------------- | --- | ---------------------- | --- |
| 2023 | 359.075 (#4) | 14,06% | 29/200           | 1a  | 15/46                  | 2a  |

a Respecto a la suma de los escaños obtenidos por PDC y BDP en 2019.